# Чоррільяна
Чоррільяна (ісп. chorrillana) — це страва, характерна для чилійської кухні, що складається з картоплі фрі з нарізаним м'ясом, сосисками, яєчнею або омлетом, смаженою цибулею та іншими інгредієнтами. Через великий розмір його зазвичай подають на блюді для кількох персон. Існує чимало рецептів чоррільяни, залежно від ресторану та шеф-кухаря. Основа з яловичини та картоплі — єдина незмінна складова. Зазвичай страву доповнюють яєчнею-болтуньєю, смаженою цибулею. Деякі варіанти можуть використовувати нарізані сосиски, ковбасу чорисо, помідори та приправи, такі як часник або орегано.
У Перу назва «чоррільяна» носить солодкуватий соус, який виник у прибережному курортному містечку Чоррільос, неподалік від Ліми.
Чоррільяна схоже на канадську страву путін і латиноамериканську страву салчипапа.